# Werner Pfeifer (Fußballspieler)
Werner Pfeifer (* 9. September 1941) ist ein ehemaliger deutscher Fußballspieler, der von 1962 bis 1967 als Torhüter für Fortuna Düsseldorf und den VfB Stuttgart in der seinerzeit jeweils höchsten deutschen Spielklasse aktiv war.

## Spielerkarriere

### TuS Meerbeck / Fortuna Düsseldorf
Im TuS Meerbeck, der Mannschaft aus der Bergarbeiter-Siedlung Kolonie Meerbeck bei Moers sportlich herangereift, spielte Pfeifer sich als A-Jugendlicher über die westdeutsche Auswahl in die DFB-Jugendnationalmannschaft.
Zur Saison 1962/63 unterschrieb er beim Oberligisten Fortuna Düsseldorf einen Lizenzspielervertrag und wechselte in die Landeshauptstadt an den Flinger Broich. Trainer Jupp Derwall setzte in den ersten dreizehn Punktspielen im Tor auf Albert Görtz und gab Werner Pfeifer erstmals am 18. November 1962 (14. Spieltag), im Heimspiel gegen den Meidericher SV eine Bewährungschance in der Oberliga West, eine von fünf seinerzeit höchsten deutschen Spielklassen. Bis zum Saisonende absolvierte er insgesamt 13 Spiele und verpasste mit der Mannschaft mit dem 13. Tabellenplatz im letzten Jahr der Oberligen deutlich die Nominierung für die neu gegründete Bundesliga als landesweit höchste Spielklasse. Unter Trainer Kuno Klötzer war Pfeifer in der Hinrunde der Saison 1963/64 die etatmäßige Nummer eins im Tor der Fortuna. In der Rückrunde kam in Düsseldorf wieder vermehrt Albert Görtz zum Zuge und Pfeifer absolvierte beim Tabellendritten insgesamt 19 Spiele. Im Sommer 1964 wechselte Pfeifer zum Bundesligisten und Tabellenfünften der Vorsaison, zum VfB Stuttgart.

### VfB Stuttgart
Im zweiten Jahr Bundesliga, 1964/65, konnte Stuttgart die Zugehörigkeit zur Ligaspitze nicht wiederholen und musste sich mit dem 12. Platz begnügen. Trainer Kurt Baluses wurde am 24. Februar 1965 entlassen und durch Rudi Gutendorf ab dem 8. März 1965 ersetzt. Stammtorhüter Günter Sawitzki absolvierte alle 30 Ligaspiele und Pfeifer kam auch 1965/66 nur zu einem Bundesligaspiel. Am 2. April 1966 hütete er das Tor beim 5:0-Sieg im Heimspiel gegen Borussia Mönchengladbach. Angeführt von Mittelläufer Klaus-Dieter Sieloff hielt die Schwaben-Abwehr die torgefährlichen „Fohlen“-Angreifer Jupp Heynckes, Herbert Laumen, Bernd Rupp, Günter Netzer und Gerhard Elfert dabei in Schach. Auch im dritten Jahr in Stuttgart, 1966/67, konnte Pfeifer Routinier Sawitzki nicht verdrängen. Er absolvierte drei Spiele – zwei unter Trainer Gutendorf und das erste unter der Regie dessen Nachfolgers Albert Sing am 10. Dezember 1966 – ansonsten stand der Ex-Sodinger Sawitzki im Tor. Pfeifer zog die unterklassige Spielpraxis der Ersatzbank in der Bundesliga vor und wechselte zur Saison 1967/68 zum VfR Heilbronn in die 1. Amateurliga Nordwürttemberg.

### VfR Heilbronn / SSV Ulm 1846
In der Folgesaison, gewann er mit Heilbronn mit drei Punkten Vorsprung vor dem 1. Göppinger SV die Meisterschaft und setzte sich in der Aufstiegsrunde zur Regionalliga Süd gegen den FC Germania Forst, VfB Friedrichshafen und den SV Waldkirch durch und stieg mit dem VfR in die Regionalliga Süd auf. Mit den ehemaligen Mitspielern des VfB Stuttgart Rudi Entenmann und Dieter Höller sowie dem Mittelfeldtalent Martin Kübler konnte er den Aufsteiger als Tabellen-Vierzehnter in der Saison 1969/70 die Spielklasse halten. Er absolvierte 33 Punktspiele unter Trainer Adolf Remy und ab dem 1. Januar 1970 unter Trainer Frantisek Bufka. Herausragende Spiele waren dabei die Heimspiele gegen die drei Spitzenmannschaften Kickers Offenbach, Karlsruher SC und den 1. FC Nürnberg. Nach einem Jahr Regionalliga schloss er sich zur Saison 1970/71 dem SSV Ulm 1846 in der 1. Amateurliga Nordwürttemberg an und beendete damit seine Laufbahn als Vertragsfußballer.

### Nationalmannschaft
Pfeifer nahm 1960 mit der DFB-Jugendauswahlmannschaft am UEFA-Juniorenturnier in Österreich teil und kam in vier Länderspielen an der Seite der Feldspieler Karl-Heinz Bente, Gerhard Elfert, Kurt Haseneder und Stefan Reisch zum Einsatz. Das erste Spiel wurde am 16. April in Wiener Neustadt mit 1:0 gegen die Auswahl der Türkei gewonnen; es folgten die mit jeweils 1:1 ausgegangenen Spiele gegen die Auswahl Ungarns am 18. April in St. Pölten und der DDR zwei Tage später in Linz, sowie das mit 3:1 gegen die Auswahl Englands gewonnene Spiel drei Tage später in Eisenstadt.
Als Landesligaspieler des TuS Meerbeck absolvierte er zwei weitere Länderspiele; allerdings für die Nationalmannschaft der Amateure. Am 7. April 1962 gewann er mit ihr, mit dem Schlussdreieck Pfeifer und dem Verteidigerpaar Hermann Michel und Bernd Patzke, in Hannover mit 2:1 gegen die Auswahl Italiens. Am 31. Mai gelang in Merlebach ein 3:3-Remis gegen die Auswahl Frankreichs, wobei die Läuferreihe mit Werner Lungwitz, Heinz-Rüdiger Voß und Horst Kunzmann besetzt war.
Als Nummer eins im Tor von Fortuna Düsseldorf und im Fokus der DFB-Beobachter, kam er am 27. November 1963 einzig für die U23-Nationalmannschaft zum Einsatz, die in Liverpool gegen die Auswahl Englands, mit der Abwehr Heinz-Rüdiger Voss, Horst-Dieter Höttges, Jürgen Neumann, Peter Kaack und Werner Lungwitz, deutlich mit 1:4 verlor.

## Trainerkarriere
Nach der aktiven Spielerkarriere war Werner Pfeifer beim Württembergischen Fußballverband als Verbandssportlehrer in der Jugendarbeit tätig. Er war Mitautor der Bände 15 und 20 der WFV-Schriftenreihe „Fußball Praxis“, 3. und 4. Teil, Jugendtraining I und II, in den Jahren 1982 und 1984. Von 1986 bis 2003 arbeitete Pfeifer als Verbandstrainer des Schleswig-Holsteinischen Fußballverbands und Leiter der Sportschule Malente.